# Джордж Стінні
Джордж Джуніус Стінні-молодший (англ. George Junius Stinney Jr., 21 жовтня 1929 — 16 червня 1944) — наймолодша людина, страчена у США в XX столітті. На момент страти йому було 14 років та 7 місяців. Його було засуджено за вбивство двох дівчаток. Вирок скасували у 2014 році, через 70 років після страти.

## Злочин
23 березня 1944 року в Алколу, Південна Кароліна, сталося вбивство Бетті Джун Біннікер (11 років) та Мері Емми Темз (8 років).
Містечко, в якому вони жили, було поділено залізницею надвоє: в одній частині жили білі, в іншій — чорні. Білі дівчатка Бетті та Мері поїхали на велосипедах за квітами у «чорну» частину містечка і зникли. Відомо, що вони розмовляли зі Стінні біля будинку його сім'ї. Після початку масштабних пошуків тіла дівчаток із розбитими головами було знайдено у заповненій брудною водою канаві.

## Арешт та суд
Після арешту Джорджа його батька одразу звільнили з роботи, і сім'ї Стінні (батькам, братам та сестрам) запропонували залишити місто. Сім'я змушена була бігти, залишивши 14-річну дитину без підтримки на час її 81-денного ув'язнення та суду. Його суд, у тому числі розгляд справи присяжними, тривав лише один день. Призначений судом адвокат був податковим комісаром, який збирався вступати до державної служби.
На суд викликали для допиту трьох поліцейських, які стверджували, що Стінні зізнався їм у скоєнні злочину. Визнання не було зроблено письмово. На суд було викликано трьох свідків — людину, яка виявила тіла вбитих, і лікарів, викликаних на місце злочину. Свідків із боку захисту не було. Суд тривав дві з половиною години. Присяжним (усі з яких були білими американцями) знадобилося десять хвилин для обговорення для винесення вердикту про те, що Стінні винен.

## Страта
Страта Стінні здійснена в Південній Кароліні у в'язниці в Колумбії, 16 червня 1944 року, о 7:30 на електричному стільці. Стінні був занадто малий на зріст (близько 155 см) для того, щоб сісти на стілець, на сидіння йому довелося підкласти Біблію, яку йому було дозволено взяти з собою в камеру і на час проведення судового розгляду.

## Посмертний перегляд справи
У 2013 році колишній співкамерник Стінні розповів пресі, як той казав йому, що не чинив злочину. 25 жовтня 2013 року адвокат сім'ї Стінні Рей Чендлер та місцеві активісти Маккензі та Берджесс подали клопотання про повторний процес, повідомивши, що у них є докази невинності. У січні 2014 року в судовому засіданні вони подали свідчення братів і сестер Стінні про те, що він був з ними під час вбивств. Вілфорд «Джонні» Хантер, який перебував у в'язниці зі Стінні, розповів, що підліток сказав йому, що його змусили зізнатися, і що він завжди говорив про свою невинність.
Замість того, щоб розпочати новий судовий розгляд, 17 грудня 2014 року суддя окружного суду Кармен Маллен скасувала вирок Стінні через процесуальні порушення. Вона ухвалила, що він не отримав справедливого судового розгляду, оскільки йому не було надано ефективного правового захисту, і тим самим було порушено шосту поправку до конституції. Суддя також ухвалила, що страта 14-річного підлітка є «жорстоким і незвичайним покаранням», забороненим у США восьмою поправкою до конституції, і що його адвокат «не зміг викликати свідків з боку захисту або подати апеляцію». При цьому суддя Маллен відзначила у своєму вердикті, що Стінні «цілком міг вчинити цей злочин».
Члени сім'ї Бетті Біннікер і Мері Темз висловили розчарування з приводу цього рішення. Вони заявили, що визнають, що страта у віці 14 років є суперечливою, але вони ніколи не сумнівалися у вині Стінні. Племінниця Бетті Біннікер сказала, що вона та її сім'я широко досліджували цю справу і що «люди, які [просто] читають статтю в газеті на цю тему, не знають усієї правди».

## Справа Стінні в мистецтві
У 1988 році вийшла книга американського журналіста та письменника Девіда Стаута «Скелети Кароліни» (англ. Carolina Skeletons), в основу якої лягли подробиці справи Стінні. У 1989 році книга була удостоєна премії Едгара Аллана По за найкращий дебютний роман. У книзі Стаута герой Стінні, якого автор назвав Лайнус Брегг (англ. Linus Bragg), виявляється невинним у злочині.
Роман Стаута під тією ж назвою був екранізований режисером Джоном Ерманом, роль Бреґґа/Стінні виконав Кенні Бленк, за що у 1991 році був удостоєний премії найкращому молодому акторові.
Інший фільм (короткометражний) про Стінні називається «83 дні» (англ. 83 Days). Режисером виступив Ендрю Пол Хауелл (англ. Andrew Paul Howell), авторами сценарію — Рей Леонард Браун (англ. Ray Lënard Brown), Саммер Мішель Хауелл (англ. Summer Michele Howell). У фільмі знімалися: Девід Кіт (англ. David Keith), Метью Беллоуз (англ. Matthew Bellows), Бретт Райс (англ. Brett Rice) та інші. В основу фільму покладено реальні документи у справі Стінні.